# Picota (columna)

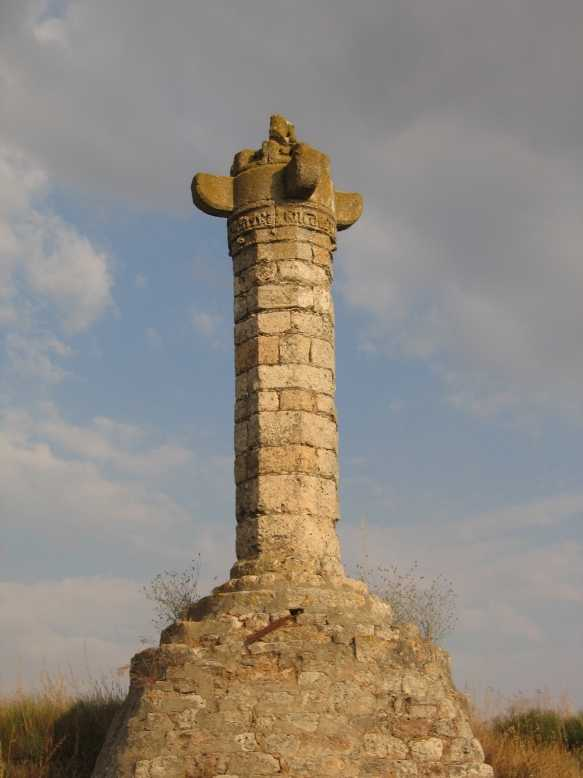
Picota de Presencio (Burgos).

Las picotas son columnas de piedra más o menos ornamentadas, sobre las que se exponía a los reos y las cabezas o cuerpos de los ajusticiados por la autoridad civil.
La pena de exhibición en la picota aparece ya legislada en el siglo XIII, en el libro de Las Partidas, de Alfonso X, considerándose la última de las penas leves a los delincuentes para su deshonra y castigo.
La mayoría de las picotas fueron construidas durante los siglos XVI y XVII, debido a las exenciones otorgadas a los lugares que hicieron aportaciones económicas a la Corona para sufragar los cuantiosos gastos de la guerra.
Aunque se suele llamar picota a todas las columnas de este tipo, algunas de ellas son de más categoría y se denominan rollos, que solo se levantaban en villas e indicaban el régimen al que estaba sometido: señorío real, concejil, eclesiástico o monástico.

## Supresión

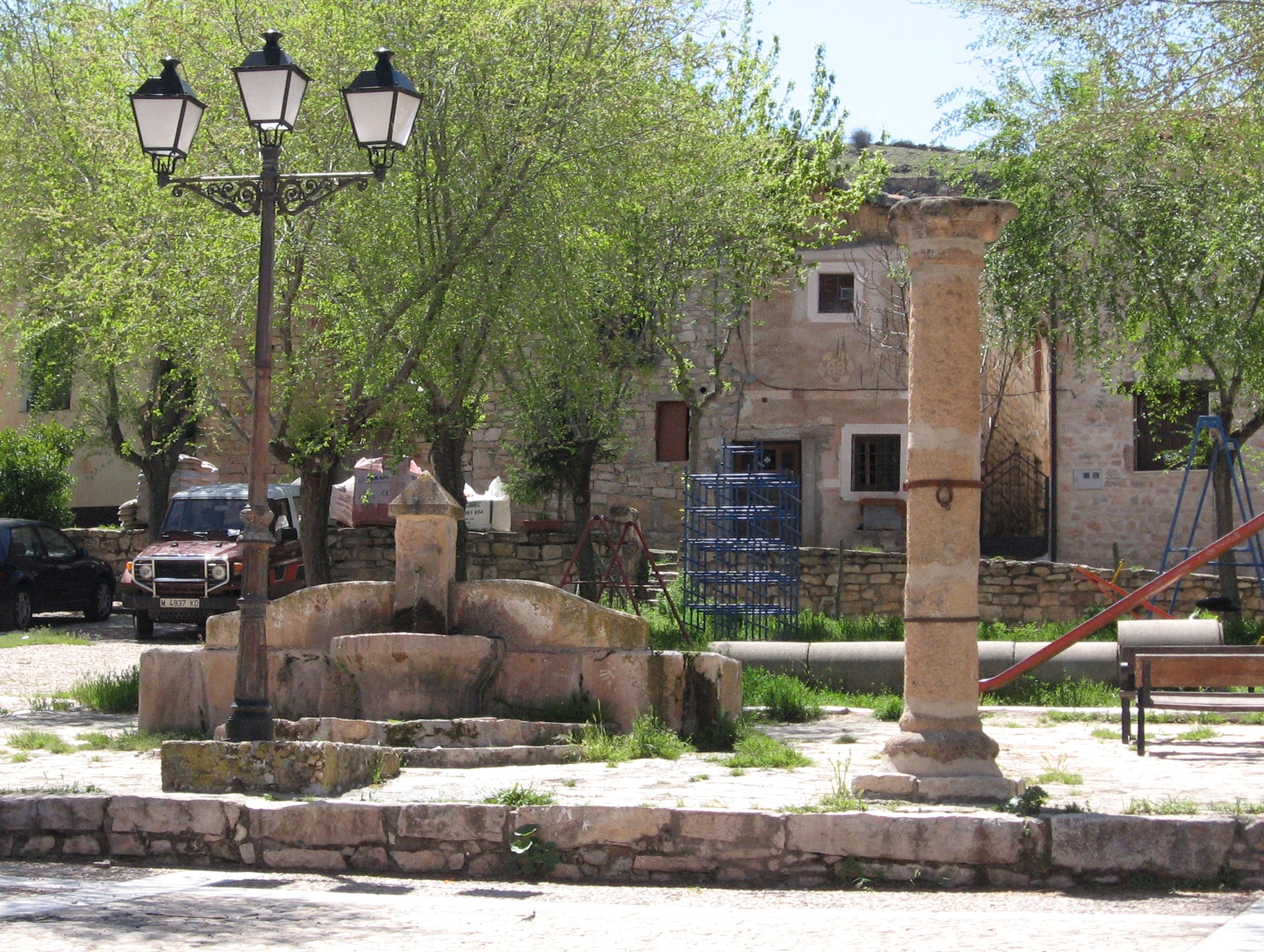
Picota en la plaza de Palazuelos (Guadalajara).

Un decreto de las Cortes de Cádiz, de 26 de mayo de 1813, ordenó la demolición de todos los signos de vasallaje que hubiera en sus entradas, casas particulares, o cualesquiera otros sitios, puesto que los pueblos de la Nación Española no reconocen ni reconocerán jamás otro señorío que el de la Nación misma, y que su noble orgullo sufriría por tener a la vista un recuerdo continuo de humillación.

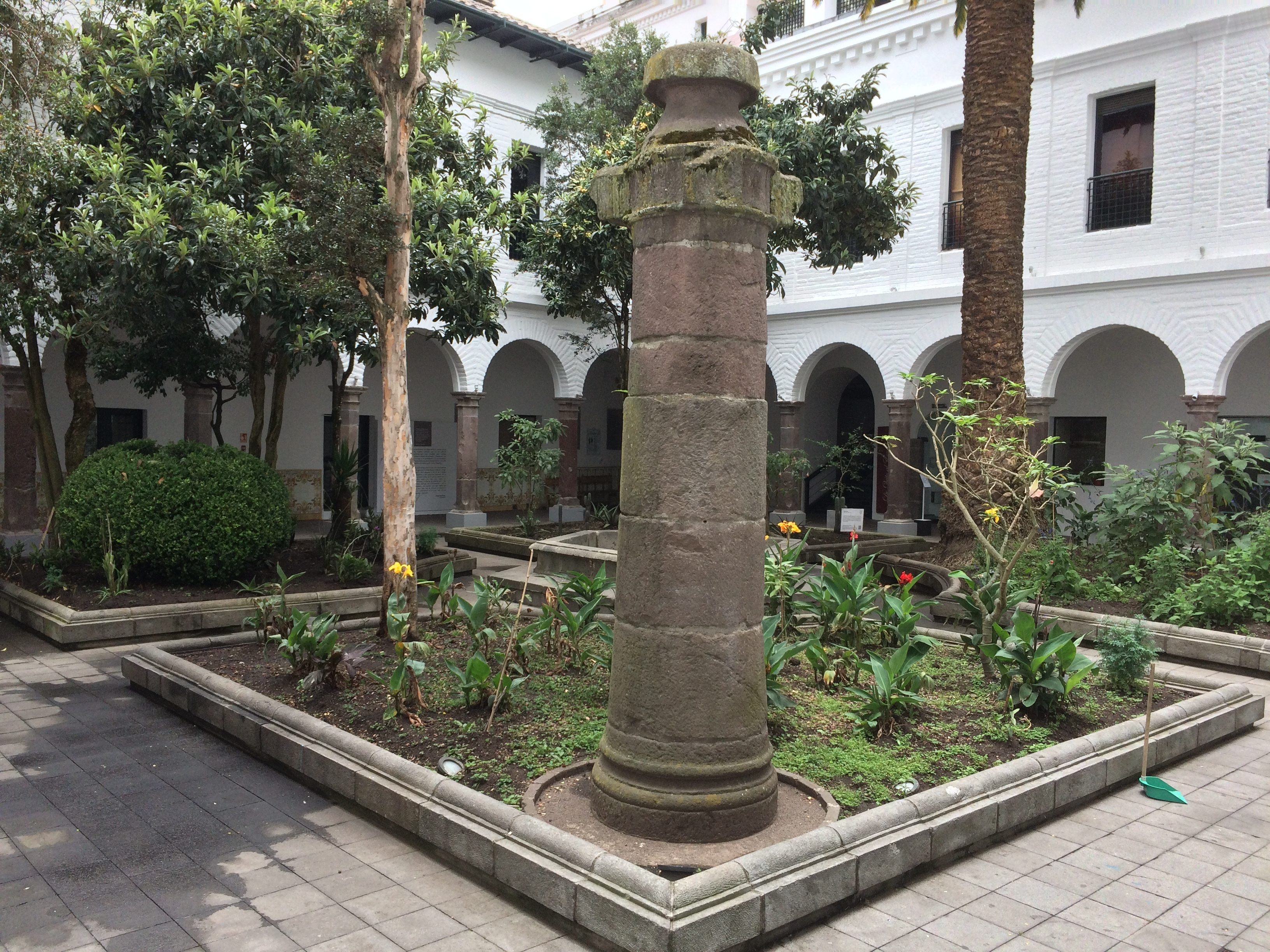
Picota de Quito, actualmente en el Museo Alberto Mena Caamaño.

Como las leyes de las Cortes de Cádiz fueron, en su mayor parte, suprimidas por Fernando VII, este decreto se dejó de aplicar a partir de entonces e, incluso, en 1817 se construyó una en Rioseco de Soria.
Se supone que se destruyeron bastantes ejemplares pero algunos fueron reconvertidos en cruceros para evitar la demolición. Por esto y otros indultos hoy todavía se ven algunos en pie.[cita requerida]

## Poner en la picota
La expresión «poner en la picota» se usa normalmente en el sentido de «hacer evidentes los defectos de alguien», o «poner en evidencia a una persona delante de los demás».